# اوتراک
اوتراک (به فرانسوی: Autrac) یک کمون در فرانسه است که در canton of Blesle واقع شده‌است. اوتراک ۸٫۴۶ کیلومتر مربع مساحت دارد ۸۰۰ متر بالاتر از سطح دریا واقع شده‌است.